# زويا حسين
زويا حسين (بالإنجليزية: Zoya Hussain)‏ هي عارضة وممثلة هندية، ولدت في 1 أكتوبر 1990.

## وصلات خارجية
- زويا حسين على موقع IMDb (الإنجليزية)
- زويا حسين على موقع قاعدة بيانات الفيلم (الإنجليزية)